# أييوس ديميتريوس (أرتا)
أييوس ديميتريوس (Άγιος Δημήτριος) هي مدينة في أرتا في مقاطعة كينتريكي إلادا في اليونان.
يبلغ عدد سكانها حوالي 940   نسمة.